# Tre dage ved Panne for kvinder 2020
Den 3. udgave af Tre dage ved Panne for kvinder blev kørt den 20. oktober 2020. Det var det tiende løb i UCI Women's World Tour 2020.
Belgiske Jolien D'Hoore fra Boels-Dolmans kom oprindeligt først over målstregen, men da hun ikke holdt sin linje i spurten, blev hun deklasseret. Derfor blev hollandske Lorena Wiebes fra Team Sunweb erklæret som vinder.

## Resultater
| \| Samlede stilling \| Samlede stilling \| Samlede stilling \| Samlede stilling \| Samlede stilling \| \| Rytter \| Rytter \| Hold \| Tid \| \| \| ---------------- \| -------------------- \| ---------------------------------- \| ---------------- \| ---------------- \| \| 1. \| Lorena Wiebes \| Sunweb \| 3t 39' 43" \| \| \| 2. \| Lisa Brennauer \| Ceratizit-WNT Pro Cycling \| + 0" \| \| \| 3. \| Lotte Kopecky \| Lotto Soudal Ladies \| + 0" \| \| \| 4. \| Sarah Roy \| Mitchelton-Scott \| + 0" \| \| \| 5. \| Sofia Bertizzolo \| CCC-Liv \| + 0" \| \| \| 6. \| Alice Barnes \| Canyon-SRAM Racing \| + 0" \| \| \| 7. \| Elisa Longo Borghini \| Trek-Segafredo \| + 0" \| \| \| 8. \| Ellen van Dijk \| Trek-Segafredo \| + 0" \| \| \| 9. \| Alison Jackson \| Sunweb \| + 0" \| \| \| 10. \| Eugénie Duval \| FDJ-Nouvelle Aquitaine-Futuroscope \| + 0" \| \| |                      |                                    |            |
| |                      |                                    |            |
| Kilder: ProCyclingStats Cycling Quotient |                      |                                    |            |
| Samlede stilling |                      |                                    |            |
| Rytter | Rytter               | Hold                               | Tid        |
| 1. | Lorena Wiebes        | Sunweb                             | 3t 39' 43" |
| 2. | Lisa Brennauer       | Ceratizit-WNT Pro Cycling          | + 0"       |
| 3. | Lotte Kopecky        | Lotto Soudal Ladies                | + 0"       |
| 4. | Sarah Roy            | Mitchelton-Scott                   | + 0"       |
| 5. | Sofia Bertizzolo     | CCC-Liv                            | + 0"       |
| 6. | Alice Barnes         | Canyon-SRAM Racing                 | + 0"       |
| 7. | Elisa Longo Borghini | Trek-Segafredo                     | + 0"       |
| 8. | Ellen van Dijk       | Trek-Segafredo                     | + 0"       |
| 9. | Alison Jackson       | Sunweb                             | + 0"       |
| 10. | Eugénie Duval        | FDJ-Nouvelle Aquitaine-Futuroscope | + 0"       |

## Hold og ryttere
| UCI Women's WorldTeams (6)- Canyon-SRAM Racing - CCC-Liv - FDJ-Nouvelle Aquitaine-Futuroscope - Mitchelton-Scott - Sunweb Women - Trek-Segafredo UCI Women's Kontinentalhold (11)- Lotto Soudal Ladies - Boels Dolmans - Ceratizit-WNT Pro Cycling - Cogeas Mettler Look - Parkhotel Valkenburg-Destil - Valcar-Travel & Service - Ciclotel - Doltcini-Van Eyck Sport - Hitec Products - Multum Accountants-LSK - NXTG Racing |
| |

### Danske ryttere
| Danske ryttere på startlisten |                   |                           |           |
| Rygnummer                     | Rytter            | Hold                      | Placering |
| 13                            | Amalie Dideriksen | Boels-Dolmans             | 28        |
| 85                            | Julie Leth        | Ceratizit-WNT Pro Cycling | 47        |

* DNF = gennemførte ikke

### Startliste
| Lotto Soudal Ladies LSL | Lotto Soudal Ladies LSL        | Lotto Soudal Ladies LSL |
| ----------------------- | ------------------------------ | ----------------------- |
| Nr.                     | Rytter                         | Placering               |
| 1                       | Lotte Kopecky (BEL) (landevej) | 3.                      |
| 2                       | Jesse Vandenbulcke (BEL)       | 35.                     |
| 3                       | Alana Castrique (BEL)          | DNF                     |
| 4                       | Arianna Fidanza (ITA)          | 26.                     |
| 5                       | Abby-Mae Parkinson (GBR)       | 30.                     |
| 6                       | Danique Braam (NED)            | 32.                     |

| Boels Dolmans DLT | Boels Dolmans DLT                  | Boels Dolmans DLT |
| ----------------- | ---------------------------------- | ----------------- |
| Nr.               | Rytter                             | Placering         |
| 11                | Jolien D'Hoore (BEL)               | 17.               |
| 12                | Chantal van den Broek-Blaak (NED)  | 24.               |
| 13                | Amalie Dideriksen (DEN)            | 28.               |
| 14                | Christine Majerus (LUX) (landevej) | 16.               |
| 15                | Amy Pieters (NED)                  | 14.               |
| 16                | Lonneke Uneken (NED)               | 12.               |

| Canyon-SRAM Racing CSR | Canyon-SRAM Racing CSR        | Canyon-SRAM Racing CSR |
| ---------------------- | ----------------------------- | ---------------------- |
| Nr.                    | Rytter                        | Placering              |
| 21                     | Alice Barnes (GBR) (landevej) | 6.                     |
| 22                     | Hannah Barnes (GBR)           | 62.                    |
| 23                     | Tiffany Cromwell (AUS)        | 33.                    |
| 24                     | Hannah Ludwig (GER)           | 52.                    |
| 25                     | Jessica Pratt (AUS)           | 48.                    |
| 26                     | Alexis Ryan (USA)             | DNF                    |

| CCC-Liv CCC | CCC-Liv CCC            | CCC-Liv CCC |
| ----------- | ---------------------- | ----------- |
| Nr.         | Rytter                 | Placering   |
| 31          | Valerie Demey (BEL)    | 59.         |
| 32          | Sofia Bertizzolo (ITA) | 5.          |
| 33          | Evy Kuijpers (NED)     | 58.         |
| 34          | Riejanne Markus (NED)  | 18.         |
| 35          | Soraya Paladin (ITA)   | 38.         |
| 36          | Jeanne Korevaar (NED)  | 19.         |

| FDJ-Nouvelle Aquitaine-Futuroscope FDJ | FDJ-Nouvelle Aquitaine-Futuroscope FDJ | FDJ-Nouvelle Aquitaine-Futuroscope FDJ |
| -------------------------------------- | -------------------------------------- | -------------------------------------- |
| Nr.                                    | Rytter                                 | Placering                              |
| 41                                     | Stine Borgli (NOR)                     | 39.                                    |
| 42                                     | Clara Copponi (FRA)                    | 13.                                    |
| 43                                     | Eugénie Duval (FRA)                    | 10.                                    |
| 44                                     | Emilia Fahlin (SWE)                    | 54.                                    |
| 45                                     | Maëlle Grossetête (FRA)                | 44.                                    |
| 46                                     | Lauren Kitchen (AUS)                   | DNF                                    |

| Mitchelton-Scott MTS | Mitchelton-Scott MTS  | Mitchelton-Scott MTS |
| -------------------- | --------------------- | -------------------- |
| Nr.                  | Rytter                | Placering            |
| 51                   | Jessica Allen (AUS)   | 66.                  |
| 52                   | Grace Brown (AUS)     | 57.                  |
| 53                   | Gracie Elvin (AUS)    | 63.                  |
| 54                   | Jessica Roberts (GBR) | DNF                  |
| 55                   | Sarah Roy (AUS)       | 4.                   |
| 56                   | Janneke Ensing (NED)  | 64.                  |

| Sunweb SUN | Sunweb SUN             | Sunweb SUN |
| ---------- | ---------------------- | ---------- |
| Nr.        | Rytter                 | Placering  |
| 61         | Susanne Andersen (NOR) | 22.        |
| 62         | Georgi Pfeiffer (GBR)  | DNF        |
| 63         | Alison Jackson (CAN)   | 9.         |
| 64         | Franziska Koch (GER)   | 21.        |
| 65         | Julia Soek (NED)       | 23.        |
| 66         | Lorena Wiebes (NED)    | 1.         |

| Trek-Segafredo TFS | Trek-Segafredo TFS                   | Trek-Segafredo TFS |
| ------------------ | ------------------------------------ | ------------------ |
| Nr.                | Rytter                               | Placering          |
| 71                 | Audrey Cordon-Ragot (FRA) (landevej) | DNF                |
| 72                 | Lauretta Hanson (AUS)                | 43.                |
| 73                 | Anna Plichta (POL)                   | DNF                |
| 74                 | Ellen van Dijk (NED)                 | 8.                 |
| 75                 | Elisa Longo Borghini (ITA)           | 7.                 |
| 76                 | Trixi Worrack (GER)                  | 69.                |

| Ceratizit-WNT Pro Cycling WNT | Ceratizit-WNT Pro Cycling WNT   | Ceratizit-WNT Pro Cycling WNT |
| ----------------------------- | ------------------------------- | ----------------------------- |
| Nr.                           | Rytter                          | Placering                     |
| 81                            | Lisa Brennauer (GER) (landevej) | 2.                            |
| 82                            | Franziska Brauße (GER)          | DNF                           |
| 83                            | Sarah Rijkes (AUT)              | DNF                           |
| 84                            | Maria Giulia Confalonieri (ITA) | 49.                           |
| 85                            | Julie Leth (DEN)                | 47.                           |
| 86                            | Lin Lea Teutenberg (GER)        | 55.                           |

| Cogeas-Mettler-Look Pro Cycling Team CGS | Cogeas-Mettler-Look Pro Cycling Team CGS | Cogeas-Mettler-Look Pro Cycling Team CGS |
| ---------------------------------------- | ---------------------------------------- | ---------------------------------------- |
| Nr.                                      | Rytter                                   | Placering                                |
| 92                                       | Iuliia Galimullina (RUS)                 | DNF                                      |
| 93                                       | Ajgul Garejeva (RUS)                     | 37.                                      |
| 94                                       | Diana Klimova (RUS) (landevej)           | 29.                                      |
| 96                                       | Noemi Rüegg (SUI)                        | DNF                                      |

| Parkhotel Valkenburg PHV | Parkhotel Valkenburg PHV | Parkhotel Valkenburg PHV |
| ------------------------ | ------------------------ | ------------------------ |
| Nr.                      | Rytter                   | Placering                |
| 101                      | Romy Kasper (GER)        | 11.                      |
| 102                      | Femke Markus (NED)       | 34.                      |
| 103                      | Marit Raaijmakers (NED)  | 51.                      |
| 104                      | Karlijn Swinkels (NED)   | 50.                      |
| 105                      | Anouska Koster (NED)     | 42.                      |
| 106                      | Esther van Veen (NED)    | 61.                      |

| Valcar-Travel & Service VAL | Valcar-Travel & Service VAL | Valcar-Travel & Service VAL |
| --------------------------- | --------------------------- | --------------------------- |
| Nr.                         | Rytter                      | Placering                   |
| 111                         | Elisa Balsamo (ITA)         | 15.                         |
| 112                         | Chiara Consonni (ITA)       | 36.                         |
| 113                         | Vittoria Guazzini (ITA)     | 20.                         |
| 114                         | Silvia Persico (ITA)        | 56.                         |
| 115                         | Margaux Vigie (FRA)         | DNF                         |
| 116                         | Ilaria Sanguineti (ITA)     | DNF                         |

| Ciclotel CTL | Ciclotel CTL                  | Ciclotel CTL |
| ------------ | ----------------------------- | ------------ |
| Nr.          | Rytter                        | Placering    |
| 121          | Imogen Cotter (IRL)           | DNF          |
| 122          | Valerija Kononenko (UKR)      | 46.          |
| 123          | Olha Kulynych (UKR)           | DNF          |
| 124          | Alice Sharpe (IRL) (landevej) | DNF          |
| 125          | Sara Van de Vel (BEL)         | 65.          |
| 126          | Kirstie van Haaften (NED)     | DNF          |

| Doltcini-Van Eyck-Proximus DVE | Doltcini-Van Eyck-Proximus DVE         | Doltcini-Van Eyck-Proximus DVE |
| ------------------------------ | -------------------------------------- | ------------------------------ |
| Nr.                            | Rytter                                 | Placering                      |
| 131                            | Minke Bakker (NED)                     | 41.                            |
| 132                            | Victoire Berteau (FRA)                 | 45.                            |
| 133                            | Marieke de Groot (NED)                 | 53.                            |
| 134                            | Nicole Steigenga (NED)                 | DNF                            |
| 135                            | Christina Schweinberger (AUT)          | DNF                            |
| 136                            | Kathrin Schweinberger (AUT) (landevej) | 25.                            |

| Hitec Products-Birk Sport HPU | Hitec Products-Birk Sport HPU  | Hitec Products-Birk Sport HPU |
| ----------------------------- | ------------------------------ | ----------------------------- |
| Nr.                           | Rytter                         | Placering                     |
| 141                           | Pernille Larsen Feldmann (NOR) | DNF                           |
| 142                           | Vita Heine (NOR)               | 60.                           |
| 143                           | Mieke Kröger (GER)             | DNF                           |
| 144                           | Silje Mathisen (NOR)           | DNF                           |
| 145                           | Greta Richioud (FRA)           | DNF                           |
| 146                           | Lucy Garner (GBR)              | DNF                           |

| Multum Accountants MUL | Multum Accountants MUL  | Multum Accountants MUL |
| ---------------------- | ----------------------- | ---------------------- |
| Nr.                    | Rytter                  | Placering              |
| 151                    | Anna Badegruber (AUT)   | DNF                    |
| 152                    | Lara Defour (BEL)       | DNF                    |
| 154                    | Hanna Johansson (SWE)   | DNF                    |
| 155                    | Céline van Houtum (NED) | 31.                    |
| 156                    | Kylie Waterreus (NED)   | 40.                    |

| NXTG Racing NXG | NXTG Racing NXG           | NXTG Racing NXG |
| --------------- | ------------------------- | --------------- |
| Nr.             | Rytter                    | Placering       |
| 161             | Julia Borgström (SWE)     | 67.             |
| 162             | Emily Wadsworth (GBR)     | DNF             |
| 163             | Mylène de Zoete (NED)     | 68.             |
| 164             | Cathalijne Hoolwerf (NED) | DNF             |
| 165             | Charlotte Kool (NED)      | 27.             |

| Lotto Soudal Ladies LSL | Lotto Soudal Ladies LSL        | Lotto Soudal Ladies LSL |
| ----------------------- | ------------------------------ | ----------------------- |
| Nr.                     | Rytter                         | Placering               |
| 1                       | Lotte Kopecky (BEL) (landevej) | 3.                      |
| 2                       | Jesse Vandenbulcke (BEL)       | 35.                     |
| 3                       | Alana Castrique (BEL)          | DNF                     |
| 4                       | Arianna Fidanza (ITA)          | 26.                     |
| 5                       | Abby-Mae Parkinson (GBR)       | 30.                     |
| 6                       | Danique Braam (NED)            | 32.                     |

| Boels Dolmans DLT | Boels Dolmans DLT                  | Boels Dolmans DLT |
| ----------------- | ---------------------------------- | ----------------- |
| Nr.               | Rytter                             | Placering         |
| 11                | Jolien D'Hoore (BEL)               | 17.               |
| 12                | Chantal van den Broek-Blaak (NED)  | 24.               |
| 13                | Amalie Dideriksen (DEN)            | 28.               |
| 14                | Christine Majerus (LUX) (landevej) | 16.               |
| 15                | Amy Pieters (NED)                  | 14.               |
| 16                | Lonneke Uneken (NED)               | 12.               |

| Canyon-SRAM Racing CSR | Canyon-SRAM Racing CSR        | Canyon-SRAM Racing CSR |
| ---------------------- | ----------------------------- | ---------------------- |
| Nr.                    | Rytter                        | Placering              |
| 21                     | Alice Barnes (GBR) (landevej) | 6.                     |
| 22                     | Hannah Barnes (GBR)           | 62.                    |
| 23                     | Tiffany Cromwell (AUS)        | 33.                    |
| 24                     | Hannah Ludwig (GER)           | 52.                    |
| 25                     | Jessica Pratt (AUS)           | 48.                    |
| 26                     | Alexis Ryan (USA)             | DNF                    |

| CCC-Liv CCC | CCC-Liv CCC            | CCC-Liv CCC |
| ----------- | ---------------------- | ----------- |
| Nr.         | Rytter                 | Placering   |
| 31          | Valerie Demey (BEL)    | 59.         |
| 32          | Sofia Bertizzolo (ITA) | 5.          |
| 33          | Evy Kuijpers (NED)     | 58.         |
| 34          | Riejanne Markus (NED)  | 18.         |
| 35          | Soraya Paladin (ITA)   | 38.         |
| 36          | Jeanne Korevaar (NED)  | 19.         |

| FDJ-Nouvelle Aquitaine-Futuroscope FDJ | FDJ-Nouvelle Aquitaine-Futuroscope FDJ | FDJ-Nouvelle Aquitaine-Futuroscope FDJ |
| -------------------------------------- | -------------------------------------- | -------------------------------------- |
| Nr.                                    | Rytter                                 | Placering                              |
| 41                                     | Stine Borgli (NOR)                     | 39.                                    |
| 42                                     | Clara Copponi (FRA)                    | 13.                                    |
| 43                                     | Eugénie Duval (FRA)                    | 10.                                    |
| 44                                     | Emilia Fahlin (SWE)                    | 54.                                    |
| 45                                     | Maëlle Grossetête (FRA)                | 44.                                    |
| 46                                     | Lauren Kitchen (AUS)                   | DNF                                    |

| Mitchelton-Scott MTS | Mitchelton-Scott MTS  | Mitchelton-Scott MTS |
| -------------------- | --------------------- | -------------------- |
| Nr.                  | Rytter                | Placering            |
| 51                   | Jessica Allen (AUS)   | 66.                  |
| 52                   | Grace Brown (AUS)     | 57.                  |
| 53                   | Gracie Elvin (AUS)    | 63.                  |
| 54                   | Jessica Roberts (GBR) | DNF                  |
| 55                   | Sarah Roy (AUS)       | 4.                   |
| 56                   | Janneke Ensing (NED)  | 64.                  |

| Sunweb SUN | Sunweb SUN             | Sunweb SUN |
| ---------- | ---------------------- | ---------- |
| Nr.        | Rytter                 | Placering  |
| 61         | Susanne Andersen (NOR) | 22.        |
| 62         | Georgi Pfeiffer (GBR)  | DNF        |
| 63         | Alison Jackson (CAN)   | 9.         |
| 64         | Franziska Koch (GER)   | 21.        |
| 65         | Julia Soek (NED)       | 23.        |
| 66         | Lorena Wiebes (NED)    | 1.         |

| Trek-Segafredo TFS | Trek-Segafredo TFS                   | Trek-Segafredo TFS |
| ------------------ | ------------------------------------ | ------------------ |
| Nr.                | Rytter                               | Placering          |
| 71                 | Audrey Cordon-Ragot (FRA) (landevej) | DNF                |
| 72                 | Lauretta Hanson (AUS)                | 43.                |
| 73                 | Anna Plichta (POL)                   | DNF                |
| 74                 | Ellen van Dijk (NED)                 | 8.                 |
| 75                 | Elisa Longo Borghini (ITA)           | 7.                 |
| 76                 | Trixi Worrack (GER)                  | 69.                |

| Ceratizit-WNT Pro Cycling WNT | Ceratizit-WNT Pro Cycling WNT   | Ceratizit-WNT Pro Cycling WNT |
| ----------------------------- | ------------------------------- | ----------------------------- |
| Nr.                           | Rytter                          | Placering                     |
| 81                            | Lisa Brennauer (GER) (landevej) | 2.                            |
| 82                            | Franziska Brauße (GER)          | DNF                           |
| 83                            | Sarah Rijkes (AUT)              | DNF                           |
| 84                            | Maria Giulia Confalonieri (ITA) | 49.                           |
| 85                            | Julie Leth (DEN)                | 47.                           |
| 86                            | Lin Lea Teutenberg (GER)        | 55.                           |

| Cogeas-Mettler-Look Pro Cycling Team CGS | Cogeas-Mettler-Look Pro Cycling Team CGS | Cogeas-Mettler-Look Pro Cycling Team CGS |
| ---------------------------------------- | ---------------------------------------- | ---------------------------------------- |
| Nr.                                      | Rytter                                   | Placering                                |
| 92                                       | Iuliia Galimullina (RUS)                 | DNF                                      |
| 93                                       | Ajgul Garejeva (RUS)                     | 37.                                      |
| 94                                       | Diana Klimova (RUS) (landevej)           | 29.                                      |
| 96                                       | Noemi Rüegg (SUI)                        | DNF                                      |

| Parkhotel Valkenburg PHV | Parkhotel Valkenburg PHV | Parkhotel Valkenburg PHV |
| ------------------------ | ------------------------ | ------------------------ |
| Nr.                      | Rytter                   | Placering                |
| 101                      | Romy Kasper (GER)        | 11.                      |
| 102                      | Femke Markus (NED)       | 34.                      |
| 103                      | Marit Raaijmakers (NED)  | 51.                      |
| 104                      | Karlijn Swinkels (NED)   | 50.                      |
| 105                      | Anouska Koster (NED)     | 42.                      |
| 106                      | Esther van Veen (NED)    | 61.                      |

| Valcar-Travel & Service VAL | Valcar-Travel & Service VAL | Valcar-Travel & Service VAL |
| --------------------------- | --------------------------- | --------------------------- |
| Nr.                         | Rytter                      | Placering                   |
| 111                         | Elisa Balsamo (ITA)         | 15.                         |
| 112                         | Chiara Consonni (ITA)       | 36.                         |
| 113                         | Vittoria Guazzini (ITA)     | 20.                         |
| 114                         | Silvia Persico (ITA)        | 56.                         |
| 115                         | Margaux Vigie (FRA)         | DNF                         |
| 116                         | Ilaria Sanguineti (ITA)     | DNF                         |

| Ciclotel CTL | Ciclotel CTL                  | Ciclotel CTL |
| ------------ | ----------------------------- | ------------ |
| Nr.          | Rytter                        | Placering    |
| 121          | Imogen Cotter (IRL)           | DNF          |
| 122          | Valerija Kononenko (UKR)      | 46.          |
| 123          | Olha Kulynych (UKR)           | DNF          |
| 124          | Alice Sharpe (IRL) (landevej) | DNF          |
| 125          | Sara Van de Vel (BEL)         | 65.          |
| 126          | Kirstie van Haaften (NED)     | DNF          |

| Doltcini-Van Eyck-Proximus DVE | Doltcini-Van Eyck-Proximus DVE         | Doltcini-Van Eyck-Proximus DVE |
| ------------------------------ | -------------------------------------- | ------------------------------ |
| Nr.                            | Rytter                                 | Placering                      |
| 131                            | Minke Bakker (NED)                     | 41.                            |
| 132                            | Victoire Berteau (FRA)                 | 45.                            |
| 133                            | Marieke de Groot (NED)                 | 53.                            |
| 134                            | Nicole Steigenga (NED)                 | DNF                            |
| 135                            | Christina Schweinberger (AUT)          | DNF                            |
| 136                            | Kathrin Schweinberger (AUT) (landevej) | 25.                            |

| Hitec Products-Birk Sport HPU | Hitec Products-Birk Sport HPU  | Hitec Products-Birk Sport HPU |
| ----------------------------- | ------------------------------ | ----------------------------- |
| Nr.                           | Rytter                         | Placering                     |
| 141                           | Pernille Larsen Feldmann (NOR) | DNF                           |
| 142                           | Vita Heine (NOR)               | 60.                           |
| 143                           | Mieke Kröger (GER)             | DNF                           |
| 144                           | Silje Mathisen (NOR)           | DNF                           |
| 145                           | Greta Richioud (FRA)           | DNF                           |
| 146                           | Lucy Garner (GBR)              | DNF                           |

| Multum Accountants MUL | Multum Accountants MUL  | Multum Accountants MUL |
| ---------------------- | ----------------------- | ---------------------- |
| Nr.                    | Rytter                  | Placering              |
| 151                    | Anna Badegruber (AUT)   | DNF                    |
| 152                    | Lara Defour (BEL)       | DNF                    |
| 154                    | Hanna Johansson (SWE)   | DNF                    |
| 155                    | Céline van Houtum (NED) | 31.                    |
| 156                    | Kylie Waterreus (NED)   | 40.                    |

| NXTG Racing NXG | NXTG Racing NXG           | NXTG Racing NXG |
| --------------- | ------------------------- | --------------- |
| Nr.             | Rytter                    | Placering       |
| 161             | Julia Borgström (SWE)     | 67.             |
| 162             | Emily Wadsworth (GBR)     | DNF             |
| 163             | Mylène de Zoete (NED)     | 68.             |
| 164             | Cathalijne Hoolwerf (NED) | DNF             |
| 165             | Charlotte Kool (NED)      | 27.             |